# 奥德蕾·科尔东-拉戈
奥德蕾·科尔东-拉戈（法語：Audrey Cordon-Ragot，1989年9月22日—），旧姓科尔东（Cordon），法国女子自行车运动员，2008年欧洲23岁以下场地自行车锦标赛女子团体追逐赛银牌得主、2023年世界公路自行车锦标赛混合团体接力银牌得主。